# Джордж Макклелан
Джордж Макклелан (на английски: George B. McClellan) е политик и военачалник от САЩ, генерал-майор от Съюзната армия по време на Гражданската война в САЩ.

## Биография
Макклелан е роден на 3 декември 1826 година във Филаделфия, щат Пенсилвания, в семейството на известния офталмолог Джордж Макклелан, основател на Джефърсоновия медицински колеж. Неговата майка Елисавета Стейнмец Брайтън Макклелан е от видна пенсилванска фамилия. В семейството той е 5-о дете. Има 2 сестри: Фредерика и Мери, и двама братя: Джон и Артур. Дядото на Джордж е генералът от американската революция Самюел Макклелан.
Макклелан учи 2 години за юрист, след което решава да започне военна карира и през 1842 г. постъпва във Военната академия Уест Пойнт. В Академията той бил енергичен и амбициозен кадет, интересувал се от учението на Денис Махама и теорията на Антоан-Анри Жомини. Негови близки приятели били аристократите Джеб Стюарт, Дабни Мори, Кадмус Уилкокс и Амброуз Хил, с който той живеел в обща стая. Завършва Академията през 1846 година като втори в класа от 59 кадети. Макклелан е изпратен в инженерния корпус със звание младши лейтенант.
Организира известната Армия на Потомак и за кратко я ръководи (от ноември 1861 до март 1862 година), тъй като е назначен за главнокомандващ Съюзната армия. В началото на Гражданската война Макклелан изиграва важна роля за подобряването на военното обучение и организацията в армията на съюза.
Макклелан е много внимателен и предпазлив военачалник и за него никога не е била характерна агресивността. По тази причина губи така наречената Кампания на Полуострова, когато въпреки преимуществото в численост на Съюзната армия и количеството ресурси побеждава армията на Конфедерацията. Именно предвиждайки бавните и внимателни действия на Макклелан, генерал Робърт Лий предприема рискованата Мерилендска кампания.
В Битката при Антитем Макклелан успява да спре напредването на армията на генерал Лий, въпреки че не успява да унищожи армията му, преки добрите предпоставки за това. В резултат Ейбрахам Линкълн го отстранява от командването на армията.
През 1864 година Макклелан участва в изборите като кандидат от Демократическата партия. Той е радетел за прекратяването на войната и преговорите с Конфедерацията. От 1878 до 1881 година е 24-ти губернатор на щат Ню Джърси.
По общо мнение на историците Макклелан не е способен пълководец, но съществува версия, че такава репутация му създават привърженици на Линкълн, за да оправдаят неудачите в началото на военните действия в Гражданската война.